# Li Hang
Li Hang (chinesisch 李行, Pinyin Lǐ Háng; * 4. Oktober 1990 in der Volksrepublik China) ist ein chinesischer Snookerspieler. Von 2008 bis 2023 spielte er mit 3 Jahren Unterbrechung 12 Jahre auf der Profitour. 2019/20 kam er bis unter die Top 32 der Weltrangliste, er erreichte zweimal das Halbfinale eines Ranglistenturniers und 2012 das Finale eines Minor-Ranking-Turniers. 2023 wurde er für schuldig befunden, Spiele manipuliert und andere Spieler zur Spielmanipulation verleitet zu haben, woraufhin ihn der Weltverband lebenslänglich vom Profisnooker ausschloss.

## Karriere
Erstmals auf sich aufmerksam machte Li Hang als 14-Jähriger bei der IBSF U21-Weltmeisterschaft in Bahrain 2005. Dort belegte er hinter seinen älteren Landsleuten Liang Wenbo und Tian Pengfei Platz 3. Ein weiterer Achtungserfolg folgte zwei Jahre später bei den China Open 2007, wo er sich mit einer Wildcard ausgestattet durch einen Sieg über den Waliser Ian Preece für die Hauptrunde qualifizierte. Danach bekam er durch den Gewinn der U21-Asienmeisterschaft im Jahr 2008 erstmals einen Platz auf der Snooker Main Tour.
Auch wenn er sich in seinem ersten Jahr nicht für eine Hauptrunde qualifizieren konnte, überstand Li Hang fast immer die erste Qualifikationsrunde, bei der Northern Ireland Trophy scheiterte er erst im letzten Spiel. Mit den gewonnenen Punkten brachte er es bis auf Platz 71 der Snookerweltrangliste, womit er auch für das nächste Jahr auf der Main Tour qualifiziert war. Bei den Welsh Open erreichte er zwar mit der Runde der letzten 48 sein bestes Qualifikationsrundenergebnis bis dahin, trotzdem sammelte er insgesamt zu wenig Punkte, um seinen Profistatus zu halten.
Im Sommer 2010 nahm Li Hang erneut an der U21-Weltmeisterschaft teil. Dort erreichte er das Finale und verlor erst im Entscheidungsframe gegen den Engländer Sam Craigie.
Bei den China Open 2011 konnte er nur durch eine erneute Wildcard teilnehmen. Er nutzte seine Chance und zog durch ein klares 5:1 gegen Ken Doherty zum zweiten Mal in die Hauptrunde des Turniers ein. Mit einem Sieg über den Weltranglistenneunten Graeme Dott im entscheidenden Frame stand er erstmals unter den besten 16 eines Profiturniers und hatte den größten Erfolg seiner bisherigen Karriere. An diesen Erfolg konnte er 2012 nicht anknüpfen. In der Wildcardrunde konnte er sich noch mit 5:3 gegen Michael Holt durchsetzen und war einer von 3 chinesischen Wildcardspielern, die in die Hauptrunde der letzten 32 einzogen, musste sich dort aber klar mit 0:5 gegen den Weltranglistenersten Mark Selby geschlagen geben.
In der Saison 2012/13 nahm Li dann erstmals auch an der Asian Players Tour Championship (APTC) teil. Beim dritten Turnier in Zhengzhou gelang ihm der Durchmarsch bis ins Finale, wo er knapp mit 3:4 gegen Stuart Bingham unterlag. In der APTC Order of Merit, der Tourwertung der Nicht-Profis, nahm er damit den ersten Platz ein. Er bekam dadurch erneut die Startberechtigung für die Main Tour und zwar für die folgenden beiden Saisons.
Im ersten Jahr legte er einen Grundstock durch zahlreiche Auftaktsiege, viermal erreichte er Runde 2 und schob sich damit unter die Top 90 der Weltrangliste. Die Saison 2014/15 war dann sein bislang erfolgreichstes Jahr mit Achtelfinalteilnahmen bei der International Championship und den Indian Open und dem Viertelfinale beim APTC-Turnier in Yixing. Bei der abschließenden Weltmeisterschaft verpasste er durch ein 9:10 gegen Stuart Carrington knapp den Einzug ins Finale im Crucible Theatre. Bis auf Platz 55 unter den Profis brachte es ihn nach vorne. Es folgte ein Jahr ohne besondere Höhepunkte, sechsmal erreichte er aber bei Turnieren Runde 3 und noch einmal so oft Runde 2. Zu Beginn der Saison 2016/17 erreichte er mit Platz 51 seine höchste Weltranglistenposition.
Am 6. Juni 2023 wurde er von der WPBSA wegen Spielmanipulationen zum Wettbetrug lebenslang gesperrt.

## Erfolge
- ACBS U21-Asienmeister – 2008
- IBSF U21-Vize-Weltmeister – 2010